# Nederlands kampioenschap 10.000 meter (atletiek)

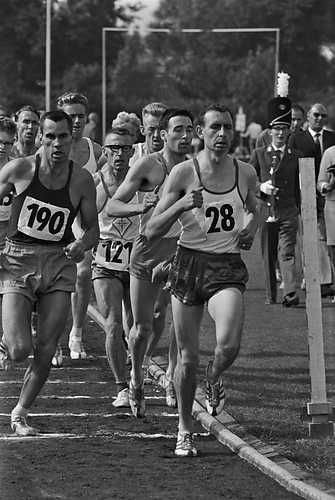
Joep Delnoye (nr 28) op weg naar zijn nationale titel in 1964.

Het Nederlands kampioenschap 10.000 m atletiek is een wedstrijd met als inzet de Nederlandse titel op de 10.000 m op de baan. Het kampioenschap wordt regelmatig opgenomen in het programma van de Nederlandse kampioenschappen atletiek.
De eerste 10.000 meterwinnaar op een NK was Willem Wakker in 1902, de eerste vrouw Carla Beurskens in 1981. Jan Zeegers en Jef Lataster wonnen het kampioenschap als enigen vijfmaal. Het kampioenschap werd viermaal gewonnen door Egbert Nijstad, Jos Hermens, Marti ten Kate, Klaas Lok en Khalid Choukoud. In 1925, 1931, en 1948 werd tijdens dit kampioenschap het Nederlandse record verbeterd.
Vroeger kon de Nederlandse titel gewonnen worden door een atleet, die twee jaar in Nederland woonachtig was en lid was van een KNAU-vereniging. Omdat de Ethiopiër Getaneh Tessema in 1995 aan deze eisen voldeed, veroverde hij dat jaar de nationale titel.

## Kampioenschapsrecords
- Mannen: Jos Hermens: 27.50,5 (1978)
- Vrouwen: Lornah Kiplagat: 32.20,37 (2006)

## Uitslagen
| Datum             | NK atletiek   | Plaats            | Man                 | Tijd          | Vrouw                    | Tijd          |
| ----------------- | ------------- | ----------------- | ------------------- | ------------- | ------------------------ | ------------- |
| 1902              | nee           | onbekend          | Willem Wakker       | onbekend      | geen vrouwen             | geen vrouwen  |
| 1903/1913         | niet verwerkt | niet verwerkt     | niet verwerkt       | niet verwerkt | niet verwerkt            | niet verwerkt |
| 21 juni 1914      | nee           | Amsterdam         | Arie Vosbergen      | onbekend      | geen vrouwen             | geen vrouwen  |
| 1915/1919         | niet verwerkt | niet verwerkt     | niet verwerkt       | niet verwerkt | niet verwerkt            | niet verwerkt |
| 1920              | nee           | onbekend          | Bertus Brouwer      | onbekend      | geen vrouwen             | geen vrouwen  |
| 29 mei 1921       | nee           | Den Haag          | Bertus Brouwer      | 35.32,5       | geen vrouwen             | geen vrouwen  |
| 1922              | niet verwerkt | niet verwerkt     | niet verwerkt       | niet verwerkt | niet verwerkt            | niet verwerkt |
| 22 juli 1923      | nee           | Haarlem           | Piet de Boer        | 35.31,9       | geen vrouwen             | geen vrouwen  |
| 10 augustus 1924  | nee           | Enschede          | Piet Dullaert       | 35.04,3       | geen vrouwen             | geen vrouwen  |
| 12 juli 1925      | nee           | Utrecht           | Arie Klaase         | 34.25,3 (NR)  | geen vrouwen             | geen vrouwen  |
| 1926              | geannuleerd   | geannuleerd       | geannuleerd         | geannuleerd   | geannuleerd              | geannuleerd   |
| 6 augustus 1927   | nee           | Haarlem           | Arie Klaase         | 34.49,6       | geen vrouwen             | geen vrouwen  |
| 1 september 1928  | nee           | Enschede          | Pieter Gerbrands    | 34.26,4       | geen vrouwen             | geen vrouwen  |
| 24 augustus 1929  | nee           | Amsterdam         | Pieter Gerbrands    | 38.43,6       | geen vrouwen             | geen vrouwen  |
| 10 augustus 1930  | nee           | Amersfoort        | Jan Zeegers         | 35.09,3       | geen vrouwen             | geen vrouwen  |
| 20 september 1931 | nee           | Amsterdam         | Jan Zeegers         | 33.10,0 (NR)  | geen vrouwen             | geen vrouwen  |
| 18 september 1932 | nee           | Amsterdam         | Wim Bakker          | 34.40,5       | geen vrouwen             | geen vrouwen  |
| 10 september 1933 | nee           | Amsterdam         | Jan Zeegers         | 33.47,3       | geen vrouwen             | geen vrouwen  |
| 1934              | niet verwerkt | niet verwerkt     | niet verwerkt       | niet verwerkt | niet verwerkt            | niet verwerkt |
| 22 september 1935 | nee           | Amsterdam         | Wim Bakker          | 34.12,2       | geen vrouwen             | geen vrouwen  |
| 6 september 1936  | nee           | Amsterdam         | Wim Bakker          | 34.12,2       | geen vrouwen             | geen vrouwen  |
| 1937              | nee           | onbekend          | Jan Zeegers         | 33.29,8       | geen vrouwen             | geen vrouwen  |
| 17 juli 1938      | nee           | Amsterdam         | Jan Zeegers         | 34.12,0       | geen vrouwen             | geen vrouwen  |
| 1939              | niet verwerkt | niet verwerkt     | niet verwerkt       | niet verwerkt | niet verwerkt            | niet verwerkt |
| 25 augustus 1940  | nee           | Amsterdam         | Dé Slegt            | 33.45,0       | geen vrouwen             | geen vrouwen  |
| 1941/1945         | niet verwerkt | niet verwerkt     | niet verwerkt       | niet verwerkt | niet verwerkt            | niet verwerkt |
| 1946              | nee           | onbekend          | Jaap Meyer          | 34.04,3       | geen vrouwen             | geen vrouwen  |
| 7 september 1947  | nee           | Leiden            | Jaap Walstra        | 34.01,8       | geen vrouwen             | geen vrouwen  |
| 10 juli 1948      | nee           | Eindhoven         | Jef Lataster        | 31.30,8 (NR)  | geen vrouwen             | geen vrouwen  |
| 9 juli 1949       | nee           | Den Haag          | Jef Lataster        | 32.25,4       | geen vrouwen             | geen vrouwen  |
| 23 juli 1950      | nee           | Rotterdam         | Jef Lataster        | 33.03,0       | geen vrouwen             | geen vrouwen  |
| 22 juli 1951      | nee           | Amsterdam         | Jef Lataster        | 32.39,6       | geen vrouwen             | geen vrouwen  |
| 28 juli 1952      | nee           | Rotterdam         | Jef Lataster        | 33.51,6       | geen vrouwen             | geen vrouwen  |
| 18 juli 1953      | nee           | Den Haag          | Janus van der Zande | 33.09,0       | geen vrouwen             | geen vrouwen  |
| 8 augustus 1954   | nee           | Tilburg           | Jan van der Voort   | 32.17,4       | geen vrouwen             | geen vrouwen  |
| 7 augustus 1955   | nee           | Rotterdam         | Paul Verra          | 32.05,4       | geen vrouwen             | geen vrouwen  |
| 5 augustus 1956   | nee           | Rotterdam         | Paul Verra          | 31.26,4       | geen vrouwen             | geen vrouwen  |
| 11 augustus 1957  | nee           | Den Haag          | Hein Cujé           | 31.53,0       | geen vrouwen             | geen vrouwen  |
| 6 juli 1958       | nee           | Rotterdam         | Hein Cujé           | 29.49,2       | geen vrouwen             | geen vrouwen  |
| 12 juli 1959      | nee           | Rotterdam         | Jan Keesom          | 31.20,8       | geen vrouwen             | geen vrouwen  |
| 18 september 1960 | nee           | Amsterdam         | Jan Keesom          | 31.44,0       | geen vrouwen             | geen vrouwen  |
| 29 juli 1961      | ja            | Vlaardingen       | Frans Künen         | 31.01,0       | geen vrouwen             | geen vrouwen  |
| 11 augustus 1962  | ja            | Amsterdam         | Fons Veldhuizen     | 31.13,0       | geen vrouwen             | geen vrouwen  |
| 11 augustus 1963  | ja            | Rotterdam         | Cees Clement        | 31.06,8       | geen vrouwen             | geen vrouwen  |
| 23 augustus 1964  | ja            | Beverwijk         | Joep Delnoye        | 30.50,2       | geen vrouwen             | geen vrouwen  |
| 14 augustus 1965  | ja            | Groningen         | Egbert Nijstad      | 31.30,8       | geen vrouwen             | geen vrouwen  |
| 6 augustus 1966   | ja            | Amsterdam         | Piet Beelen         | 30.32,6       | geen vrouwen             | geen vrouwen  |
| 12 augustus 1967  | ja            | Rotterdam         | Piet Beelen         | 29.54,4       | geen vrouwen             | geen vrouwen  |
| 3 augustus 1968   | ja            | Groningen         | No Op den Oordt     | 30.42,8       | geen vrouwen             | geen vrouwen  |
| 2 augustus 1969   | ja            | Groningen         | Egbert Nijstad      | 31.56,6       | geen vrouwen             | geen vrouwen  |
| 9 augustus 1970   | nee           | Leeuwarden        | Wil Willems         | 30.45,5       | geen vrouwen             | geen vrouwen  |
| 2 oktober 1971    | nee           | Groningen         | Egbert Nijstad      | 30.10,0       | geen vrouwen             | geen vrouwen  |
| 4 augustus 1972   | ja            | Kerkrade          | Egbert Nijstad      | 29.35,4       | geen vrouwen             | geen vrouwen  |
| 15 juli 1973      | ja            | Den Haag          | Roelof Veld         | 29.54,8       | geen vrouwen             | geen vrouwen  |
| 4 augustus 1974   | ja            | Arnhem (Papendal) | Jos Hermens         | 29.01,84      | geen vrouwen             | geen vrouwen  |
| 6 juli 1975       | ja            | Arnhem (Papendal) | Jos Hermens         | 28.47,22      | geen vrouwen             | geen vrouwen  |
| 21 augustus 1976  | ja            | Den Haag          | Gerard Tebroke      | 29.22,72      | geen vrouwen             | geen vrouwen  |
| 10 juli 1977      | ja            | Sittard           | Jos Hermens         | 29.49,0       | geen vrouwen             | geen vrouwen  |
| 6 augustus 1978   | ja            | Groningen         | Jos Hermens         | 27.50,5       | geen vrouwen             | geen vrouwen  |
| 10 augustus 1979  | ja            | Nijmegen          | Klaas Lok           | 28.44,4       | geen vrouwen             | geen vrouwen  |
| 5 september 1980  | ja            | Roosendaal        | Klaas Lok           | 28.42,5       | geen vrouwen             | geen vrouwen  |
| 15 september 1981 | ja            | Utrecht           | Cor Lambregts       | 28.47,5       | Carla Beurskens          | 33.23,5       |
| 24 april 1982     | ja            | Nijmegen          | Klaas Lok           | 28.37,9       | niet verwerkt            | niet verwerkt |
| 23 april 1983     | ja            | Roosendaal        | Joost Borm          | 29.25,0       | Elly van Hulst           | 35.56,55      |
| 5 mei 1984        | ja            | Lisse             | Klaas Lok           | 29.20,31      | Elly van Hulst           | 34.45,98      |
| 2 juli 1985       | ja            | Helmond           | Tonnie Dirks        | 29.06,4       | Annie van Stiphout       | 34.55,4       |
| 14 mei 1986       | nee           | Leiden            | Marti ten Kate      | 28.43,82      | Janine van de Bolt       | 34.48,39      |
| 13 mei 1987       | nee           | Schothorst        | Marti ten Kate      | 28.32,5       | Annie van Stiphout       | 35.09,7       |
| 24 mei 1988       | nee           | Amersfoort        | Tonnie Dirks        | 28.51,0       | Carlien Harms            | 35.20,9       |
| 7 juli 1989       | ja            | Hengelo           | Marti ten Kate      | 28.43,43      | Jolanda Homminga         | 34.21,06      |
| 13 juli 1990      | ja            | Rotterdam         | Marti ten Kate      | 28.47,92      | Joke Kleijweg            | 34.16,07      |
| 26 juli 1991      | ja            | Eindhoven         | Tonnie Dirks        | 28.42,46      | Marian Freriks           | 33.12,92      |
| 3 juli 1992       | ja            | Helmond           | John Vermeule       | 28.51,90      | Marian Freriks           | 33.48,47      |
| 23 juli 1993      | ja            | Amsterdam         | Tonnie Dirks        | 28.33,54      | Christine Toonstra       | 33.27,20      |
| 15 juli 1994      | ja            | Assen             | Luc Krotwaar        | 28.46,71      | Christine Toonstra       | 33.46,31      |
| 14 juli 1995      | ja            | Bergen op Zoom    | Getaneh Tessema     | 28.42,50      | Anne van Schuppen        | 34.16,01      |
| 1 juni 1996       | ja            | Den Haag          | Greg van Hest       | 28.34,25      | Wilma van Onna           | 33.25,10      |
| 4 juli 1997       | ja            | Emmeloord         | Greg van Hest       | 28.46,55      | Anne van Schuppen        | 34.37,21      |
| 10 juli 1998      | ja            | Groningen         | Martin Lauret       | 29.05,66      | Irma Heeren              | 33.04,69      |
| 8 april 1999      | nee           | Gorinchem         | Martin Lauret       | 28.51,01      | Wilma van Onna           | 32.44,49      |
| 31 maart 2000     | nee           | Gorinchem         | Ramses Bekkenk      | 29.27,92      | Wilma van Onna           | 34.06,31      |
| 12 april 2001     | nee           | Veenendaal        | Marcel Versteeg     | 28.33,60      | Vivian Ruijters          | 33.39,44      |
| 12 april 2002     | nee           | Zeist             | Luc Krotwaar        | 28.39,04      | Vivian Ruijters          | 34.40,32      |
| 25 april 2003     | nee           | Epe               | Jeroen van Damme    | 28.53,60      | Annelieke van der Sluijs | 34.44,71      |
| 1 mei 2004        | nee           | Gorinchem         | Toon Heeren         | 29.58,0       | Miranda Boonstra         | 34.19,9       |
| 2 april 2005      | nee           | Drunen            | Khalid Choukoud     | 30.12,06      | Kristijna Loonen         | 34.16,09      |
| 25 mei 2006       | nee           | Vught             | Sander Schutgens    | 29.09,71      | Lornah Kiplagat          | 32.20,37      |
| 17 mei 2007       | nee           | Utrecht           | Marco Gielen        | 29.14,88      | Daphne Panhuijsen        | 34.11,92      |
| 1 mei 2008        | nee           | Gouda             | Patrick Stitzinger  | 29.20,28      | Saskia van Vught         | 35.24,46      |
| 14 juni 2009      | nee           | Utrecht           | Ronald Schröer      | 29.35,67      | Saskia van Vught         | 36.41,01      |
| 23 mei 2010       | nee           | Helmond           | Ronald Schröer      | 30.16,91      | Inge de Jong             | 36.17,39      |
| 28 april 2011     | nee           | Veenendaal        | Khalid Choukoud     | 29.42,95      | Ruth van der Meijden     | 35.56,15      |
| 17 mei 2012       | nee           | Emmeloord         | Khalid Choukoud     | 28.59,94      | Stefanie Bouma           | 36.04,39      |
| 21 juli 2013      | ja            | Amsterdam         | Michel Butter       | 29.52,65      | Miranda Boonstra         | 35.29,20      |
| 27 juli 2014      | ja            | Amsterdam         | Olfert Molenhuis    | 30.08,23      | Miranda Boonstra         | 34.56,32      |
| 31 juli 2015      | ja            | Amsterdam         | Roy Hoornweg        | 29.16,66      | niet gehouden            | niet gehouden |
| 11 juni 2016      | nee           | Leiden            | Khalid Choukoud     | 28.37,13      | niet gehouden            | niet gehouden |
| 14 juli 2017      | ja            | Utrecht           | Frank Futselaar     | 30.17,82      | Nesrine Leene            | 37.43,00      |
| 9 juni 2018       | nee           | Leiden            | Benjamin de Haan    | 28.44,84      | Jip Vastenburg           | 33.03,42      |
| 8 juni 2019       | nee           | Leiden            | Bart van Nunen      | 29.12,34      | Jasmijn Lau              | 33.30,97      |
| 19 september 2020 | nee           | Leiden            | Mike Foppen         | 27.59,10      | Jasmijn Lau              | 32.20,75      |
| 12 juni 2021      | nee           | Leiden            | Benjamin de Haan    | 28.31,14      | Tirza van der Wolf       | 34.31,46      |
| 11 juni 2022      | nee           | Leiden            | Stan Niesten        | 28.50,62      | Marcella Herzog          | 32.47,94      |
| 10 juni 2023      | nee           | Leiden            | Noah Schutte        | 28.49,58      | Silke Jonkman            | 34.10,17      |
| 18 mei 2024       | nee           | Nijmegen          | Frank Futselaar     | 29.01,45      | Veerle Bakker            | 32.36,64      |